# Tjamuaha ua Tjirue

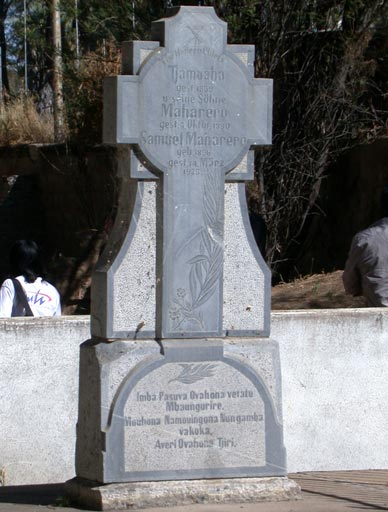
Grab von u. a. Tjamuaha in Okahandja

Tjamuaha ua Tjirue, auch bekannt als Tjamuaha waTjirwe bzw. nur Tjamuaha  (* etwa 1790 in Otjikune; † Dezember 1861 in Okahandja) 1, war von 1842 bis zu seinem Tod Traditioneller Führer der Herero im heutigen Namibia.
Tjamuaha war Sohn von Mutjise und Ngombe. 1820 heiratete er Tjorozumo, mit der er zunächst ab Oberlauf des Swakop bei Okahandja gelebt haben soll. Ein Jahr später zog er nach Windhoek, wo er eng mit Jonker Afrikaner bis zu dessen Tod 1861 zusammengearbeitet haben soll. Vor allem soll er sich an Viehdiebstählen beteiligt haben. 1842 unterzeichneten Afrikaner und verschiedene Hererogruppen einen Friedensvertrag. Nachdem es in den Folgejahren dennoch zu Unstimmigkeiten gekommen war, wurde am 12. März 1851 ein erneuter Friedensvertrag unter Vermittlung von Francis Galton geschlossen. Dennoch kam es 1852 zum Angriff von Afrikaner auf Tjamuaha und andere Herero. Dieser befürchtete, dass die neuen Siedler im Land Waffen an Tjamuaha abgeben könnten. Am 9. Januar 1858 schlossen Cornelis Oasib und zwei Söhne von Tjamuaja, Jan und Piet Kopervoet, den „Friedensvertrag von Hoachanas“.
1860 machte sich Tjamuaha auf eine Expedition ins Kaokoveld, vor allem um die Herero mit den Orlam zu vereinen. Er starb ein Jahr später in Okahandja. Auf ihn folgte sein Sohn Maharero.
Tjamuaha liegt, wie sein Sohn, in Okahandja begraben.